# II wojna domowa w Kongu
II wojna domowa w Kongu (określana również jako afrykańska wojna światowa i wielka wojna afrykańska) – konflikt zbrojny, trwający od sierpnia 1998 roku do oficjalnego zakończenia w lipcu 2003, kiedy Tymczasowy Rząd Demokratycznej Republiki Konga przejął władzę. Największa wojna w nowoczesnej historii Afryki, w trakcie której zaangażowało się osiem krajów afrykańskich oraz około 25 ugrupowań zbrojnych. Do roku 2008 wojna i jej następstwa spowodowały śmierć 5,4 mln ludzi, głównie z powodów chorób i głodu; tym samym II wojna domowa w Kongu jest najkrwawszym konfliktem od zakończenia II wojny światowej. Miliony osób zostało wysiedlonych ze swoich domów lub starało się o azyl w sąsiednich krajach.
Pomimo formalnego zakończenia wojny w lipcu 2003 roku i porozumienia między stronami walczącymi w celu utworzenia rządu jedności narodowej, w 2004 roku 1000 osób umierało w ciągu jednego dnia z przyczyn niedożywienia i chorób.

## Sytuacja po I wojnie domowej
I wojna domowa w Kongu trwała w latach 1996–1997, a jej bezpośrednią przyczyną był Kryzys Wielkich Jezior, w wyniku którego około dwóch milionów uchodźców z plemienia Hutu opuściło Rwandę w obawie przed możliwym odwetem ze strony Rwandyjskiego Frontu Patriotycznego (który przejął władzę w 1994 roku). Wśród uchodźców byli członkowie Interahamwe, którzy dokonali w 1994 roku masowego ludobójstwa na członkach plemienia Tutsi.
Po obaleniu rządów byłego prezydenta Zairu – Mobutu Sese Seko, Laurent-Désiré Kabila w maju 1997 ogłosił się prezydentem Demokratycznej Republiki Konga. Po objęciu władzy nowy prezydent był podejrzewany o korupcję, a jego rządy zostały porównane do władzy prezydenta Mobutu. Wiele prodemokratycznych grup odstąpiło od popierania prezydenta Kabili. Prezydent rozpoczął proces centralizacji władzy, który doprowadził do konfliktu z mniejszościami etnicznymi na wschodzie kraju.
Stopniowo Kabila rozpoczął proces odsuwania przedstawicieli Tutsi od władzy. Kumulacją tego procesu było zdymisjonowanie szefa sztabu armii kongijskiej Jamesa Kabarebe 14 lipca 1998 roku. Dwa tygodnie później 27 lipca, Kabila nakazuje wojskom Rwandy i Ugandy opuszczenie granic DRK. 2 sierpnia 1998 dochodzi do buntów w Gomie oraz Bukavu rozpoczętych przez Banyamulenge (członkowie plemienia Tutsi) oraz do utworzenia Kongijskiego Ruchu na rzecz Demokracji (RCD), który uzyskuje poparcie zbrojne od Rwandy, Ugandy i Burundi.

## 1998 – 1999
Początkowa ofensywa rebeliantów zagroziła rządowi Kabili w przeciągu jednego tygodnia, lecz dzięki szybkiej interwencji sojuszników rządowi udało się ocaleć. Po odparciu sił rebeliantów w roku 1999 ustabilizowała się linia frontu. Po tym konflikcie dochodziło przez pewien czas do nieregularnych bitew.
2 sierpnia 1998 w mieście Goma dochodzi do wybuchu buntu wywołanego przez Banyamulenge. Rwanda natychmiast zaoferowała pomoc militarną dla rebeliantów, dochodzi do utworzenia RCD, które składało się głównie z członków Banyamulenge oraz uzyskało poparcie Rwandy i Ugandy. RCD szybko przejęła władze we wschodnich prowincjach, bogatych w zasoby mineralne, a główna siedziba organizacji została zlokalizowana w Gomie. Następnie RCD szybko przejęło władze nad miastami Bukavu i Uvira w prowincji Kiwu Południowe. Siły Rwandy kierowane przez członków plemienia Tutsi oraz Ugandy i Burundi opanowały północno-wschodnią część Konga. W celu opanowania sytuacji w tej części kraju, prezydent Kabila uzyskał pomoc zbrojną od plemienia Hutu oraz w wyniku prowadzonej propagandy przeciwko Tutsi doszło do kilku linczów na ulicach Kinszasy.
Rząd Rwandy oświadczył, że wschodnia część Konga stanowi historyczny fragment Rwandy. Rwanda uznała Kabilę za organizatora ludobójstwa na członkach plemienia Tutsi w regionie Kiwu oraz określała swoją interwencje jako konieczność w celu ochrony ludności Banyamulenge.
13 sierpnia, rebelianci opanowali elektrownie wodną, która dostarcza prąd do stolicy kraju Kinszasy, jak również port Matadi, przez który przechodzi większość dostaw żywieniowych do stolicy. 23 sierpnia miasto Kisangani, stanowiące centrum wydobycia diamentów zostało przejęte przez rebeliantów. Pod koniec sierpnia siły antyrządowe zaczęły zagrażać stolicy kraju.
Ofensywa rebeliantów została gwałtownie zatrzymana, ponieważ rozmowy dyplomatyczne Kabili przyniosły efekty. W ich wyniku niektóre kraje afrykańskie należące do Wspólnoty Rozwoju Afryki Południowej (SADC) udzieliło pomocy rządowi w Kongu. Wiele państw członkowskich SADC przyjęło stanowisko neutralne wobec konfliktu. Rządy Namibii, Zimbabwe i Angoli wsparły prezydenta Kabilę po spotkaniu w Harare, które odbyło się 19 sierpnia. Kolejne państwa przystąpiły do konfliktu w przeciągu kilku kolejnych tygodni: Czad, Libia i Sudan.
We wrześniu 1998 siły Zimbabwe zaatakowały Kinszasę, powodując zatrzymanie sił rebelianckich które zlokalizowane były na obrzeżach stolicy. Natomiast wojska angolskie uderzyły w rebeliantów od północy ze swojej granicy oraz od wschodu z prowincji Kabinda. Interwencja ta spowodowała odsuniecie pierwszej linii frontu od stolicy DRK. Jednak wojska prezydenta Kabili nie zdołały pokonać rebeliantów, doprowadziło to do konfrontacji z wojskami Ugandy i Rwandy.
W listopadzie 1998 powstał Ruch Wyzwolenia Konga (MLC), na którego czele stał Jean-Pierre Bemba Gombo, uzyskał on poparcie Ugandy i przejął kontrole nad północną częścią Konga. Rwanda kontynuowała poparcie dla RCD, kontrolującego wschód kraju. 18 stycznia 1999; Rwanda, Uganda, Angola, Namibia i Zimbabwe uzgadniały zawieszenie broni na szczycie w Windhuk (Namibia), jednak przedstawiciele RCD nie zostali zaproszeni, co przyczyniło się do kontynuacji walk. W maju 1999 roku doszło do rozłamu RCD na dwie frakcje: RCD – Goma pod dowództwem Emile Ilungi i RCD – Ruch Wyzwolenia pod dowództwem odsuniętego szefa RCD Ernesta Wamby dia Wamby, który uzyskał poparcie Ugandy. Podczas spotkania w mieście Syrcie (Libia), które odbyło się 18 kwietnia 1999; Rwanda sprzeciwiła się podpisaniu porozumienia pokojowego, jednak doprowadziło do wycofania wojsk Czadu z konfliktu.
Poza Afryką większość państw zachowało status neutralnych. Jednak zachodnie koncerny górnicze i wydobywające diamenty takich państw jak: Stany Zjednoczone, Kanada, Australia i Japonia; popierały rządy Kabili za możliwość prowadzenia handlu surowcami.

### Zagraniczne wsparcie dla rządu Konga
- Zimbabwe: Rząd Zimbabwe wysłał wojska w 1998 roku[8]. Prezydent Robert Mugabe był największym zwolennikiem interwencji na rzecz Kabili.
- Angola: W trakcie I wojny domowej w Kongu Angola brała udział w wojnie, ponieważ ówczesny prezydent Zairu – Mobutu Sese Seko udzielał wsparcia dla rebeliantów UNITA podczas wojny domowej w Angoli. Ponadto Angola chciała wyeliminować działalność UNITA w południowym Kongu, gdzie grupa ta dokonywała wydobycia diamentów, a następnie sprzedawała je w celu uzyskania broni. Rząd Angoli nie miał pewności czy nowy prezydent będzie bardziej skuteczny w działaniach od Kabili oraz obawiał się, że dalsze walki mogą doprowadzić do destabilizacji władzy, która możne sprzyjać UNITA. Interwencja sił zbrojnych Angoli w obydwóch wojnach była niezbędna ze względu na bezpieczeństwo kraju.
- Namibia: Prezydent Sam Nujoma zainteresowany był interwencją w Kongu z powodu tego, że kilku członków rodziny było mocno zaangażowanych w górnictwo kongijskie. Namibia przystąpiła do wojny w wyniku własnych interesów, sytuacja ta spotkała się z konsternacją i oburzeniem obywateli oraz opozycji.
- Czad: Pierwotnie rząd Konga pominął możliwość uzyskania wsparcia z Frankofonii, jednak po spotkaniu w Libreville (Gabon) w dniu 24 września 1998, Czad zgodził się wysłać dwa tysiące żołnierzy. Francja zachęcała Czad do przyłączenia się do konfliktu w celu odzyskania dawnych wpływów w tym regionie, kiedy to Francuzi wycofali się z tego terenu po ludobójstwie w Rwandzie w 1994 roku. Siły zbrojne Czadu w trakcie interwencji zostały oskarżone o łamanie praw człowieka i grabieże, co przyczyniło się do szybkiego wycofania Czadu z konfliktu[9].
- Libia: Rząd Mu’ammara al-Kaddafiego udostępnił samoloty, które transportowały żołnierzy z Czadu. Kaddafi dzięki udzielonemu wsparciu chciał wydostać Libię z sankcji gospodarczych nałożonych przez ONZ po zamachu terrorystycznym na lot Pan Am 103 w 1988 roku w Lockerbie (Szkocja).
- Sudan: Według niepotwierdzonych doniesień wynika, że armia Sudanu we wrześniu 1999 roku prowadziła walki zbrojne z rebeliantami w Prowincji Wschodniej w pobliżu granic Sudanu i Ugandy. Wojska Sudanu stanowiły niewielką część wsparcia zagranicznego w DRK, jednak rząd Sudanu udzielił wsparcia dla trzech ugandyjskich grup: Armia Bożego Oporu, Uganda National Rescue Front i Allied Democratic Forces w odwecie za poparcie Ugandy dla organizacji SPLA[10].

## 1999 – 2000: Porozumienie z Lusaki
W dniu 10 lipca 1999 roku dochodzi do pierwszego zawieszenia broni w trakcie trwania wojny. Sześć państw biorących udział w konflikcie (DRK, Angola, Namibia, Zimbabwe, Rwanda i Uganda) podpisało tzw. porozumienie o zawieszeniu broni z Lusaki (Zambia), a 1 sierpnia przez MLC. Natomiast RCD początkowo odmówiło podpisania traktatu, lecz 31 sierpnia obie frakcje RCD podpisały protokół. Strony konfliktu zgodziły się wstrzymać wszystkie operacje militarne w przeciągu 24 godzin zgodnie z pierwszym artykułem, punktu 2, podpunktu c. Ponadto porozumienie wzywało wszystkie kraje do przestrzegania praw człowieka, ochrony ludności cywilnej, uwolnienie wszystkich jeńców wojennych, umożliwienie działalności Międzynarodowemu Czerwonemu Krzyżowi w celu opieki nad rannymi oraz rozmieszczenie sił pokojowych ONZ zgodnie z VII rozdziałem Karty Narodów Zjednoczonych.
Rada Bezpieczeństwa ONZ wysłał 90 osób personelu łącznikowego w sierpniu 1999 w celu wsparcia protokołu z Lusaka. Jednak w kolejnych miesiącach wszystkie strony konfliktu oskarżały siebie o łamanie zapisu o zawieszeniu broni. 30 listopada RB ONZ utworzyło misje MONUC w Demokratycznej Republice Konga, początkowo w liczbie 500 obserwatorów. Dnia 24 lutego 2000 roku misja została dodatkowo zwiększona o 5537 żołnierzy.
Porozumienie z Lusaki, było łamane przez wszystkie strony konfliktu i już w sierpniu 1999 roku doszło do starcia pomiędzy ugrupowaniami UPDF i RDF w Kisangani. Liczne konflikty miały miejsce w całym kraju, szczególnie kolejne ciężkie walki były toczone pomiędzy Ugandą i Rwandą w maju i czerwcu 2000 w Kisangani. W dniu 9 sierpnia 2000 ofensywa wojsk rządowych w Prowincji Równikowej została zatrzymana nad rzeką Ubangi w pobliżu miasta Libenge przez siły MLC.
Ostatecznie porozumienie z Lusaki zakończyło się fiaskiem, o co obwiniono przede wszystkim Kabilę, utrudniającego wysiłki mediacyjne i rozmieszczenie sił pokojowych ONZ oraz Unii Afrykańskiej i Wspólnoty Rozwoju Afryki Południowej.

## 2001

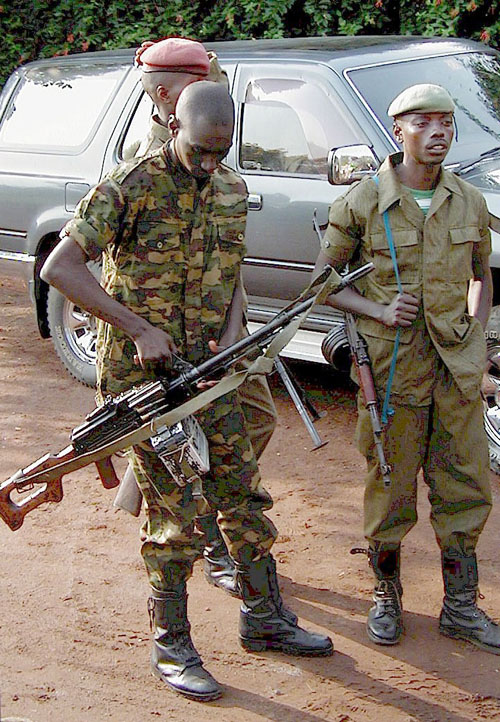
Żołnierze kongijscy w pobliżu granicy z Rwandą (2001)

Na początku roku, dnia 16 stycznia dochodzi do zamachu na prezydenta Laurent-Désiré Kabilę, który został dokonany przez ochroniarza. Dwa dni później Kabila w wyniku odniesionych ran zmarł. Na nowego prezydenta zostaje wybrany jego syn Joseph Kabila, który został jednogłośnie wybrany przez parlament. 1 lutego dochodzi do spotkania nowego prezydenta z prezydentem Rwandy, Paul Kagame w Stanach Zjednoczonych, podczas którego rozmawiano o realizacji protokołu z Lusaksi. W następstwie Rwanda, Uganda i rebelianci wycofali swoje siły z linii frontu, dzięki temu siły MONUC rozmieściły swoich pierwszych żołnierzy w marcu 2001.
W kwietniu 2001 roku panel ekspertów ONZ prowadził badania na temat nielegalnego wydobycia diamentów, kobaltu, koltanu, złota i innych surowców pochodzących z Konga. Raport końcowy oskarżał Rwandę, Ugandę i Zimbabwe o systematyczne wydobywanie zasobów mineralnych Konga, zaleceniem RB ONZ było nałożenie sankcji na kraje.

## 2002
W roku 2002 sytuacja Rwandy zaczęła się pogarszać, wielu członków RCD zrezygnowało z walki lub przyłączyło się do sił rządowych. Ponadto członkowie plemienia Banyamulenge, którzy stanowili trzon sił Rwandy stawali się coraz bardziej zmęczeni kontrolą z Kigali oraz niekończącymi się konfliktami. Dochodziło również do buntów pomiędzy Banyamulenge i siłami Rwandy. Jednocześnie zachodnia część Konga stawała się coraz bardziej bezpieczna pod rządami Josepha Kabili oraz została wznowiona pomoc międzynarodowa w wyniku opanowania inflacji.
19 kwietnia 2002 zostaje podpisane Porozumienie z Sun City (RPA), pomiędzy rządem DRK a MLC i partiami opozycyjnymi. Porozumienie zakładało m.in.: utworzenie rządu jedności narodowej, przeprowadzenie demokratycznych wyborów i utworzenie posady premiera dla przywódcy MLC Jeana-Pierre Bemby. Porozumienie nie zostało podpisane przez ugrupowanie RCD – Goma, które było popierane przez Rwandę. Jednocześnie Porozumienie z Sun City było krytykowane za brak punktu nt zjednoczenia armii. Porozumienie było wiele razy łamane, ale odnotowano zmniejszoną liczbę konfliktów.
W dniu 30 kwietnia Rwanda i Demokratyczna Republika Konga podpisały porozumienie pokojowe, tzw. Porozumienie z Pretorii, po pięciu dniach rozmów. Rozmowy skupiły się na dwóch sprawach. Jedną z nich było wycofanie około 20 tys. żołnierzy Rwandy z Konga w przeciągu 90 dni, a drugą rozbrojenie członków Interahamwe, którzy dokonali w 1994 roku ludobójstwa w Rwandzie.
6 września w Luandzie (Angola) zostaje podpisany traktat pokojowy między DRK i Ugandą. Na jego mocy wojska ugandyjskie opuściły terytorium Konga. 5 października Rwanda ogłosiła zakończenie procesu wycofywania swoich wojski z DRK; następnie rząd w Kinszasie ogłosił, że wszystkie obce wojska sprzymierzone z rządem opuściły obszar Konga (Angola, Namibia i Zimbabwe). 4 grudnia RB ONZ w rezolucji nr 1445 postanowiła zwiększyć liczebność MONUC do 8700 żołnierzy.
17 grudnia 2002 roku w Pretorii zostało podpisane „globalne i całościowe porozumienie o okresie przejściowym w Demokratycznej Republice Konga” (ang. Global and All-Inclusive Agreement) pomiędzy rządem a MLC, RCD, opozycją, przedstawicielami społeczeństwa i Mai – Mai. Na jego mocy został utworzony rząd tymczasowy na okres 2 lat, po czym zostały przeprowadzone wybory parlamentarne i prezydenckie.

## 2003 – Rząd Tymczasowy
Tymczasowy Rząd Demokratycznej Republiki Konga został utworzony dnia 18 lipca 2003 roku, Joseph Kabila pozostał na stanowisku prezydenta kraju, a cztery stanowiska prezydenckie zostały obsadzone przez przedstawicieli: MLC, RCD – Goma, opozycje i poprzedni rząd. Zadaniem Rządu Tymczasowego było zjednoczenie kraju, rozbrojenie i integracja stron konfliktu oraz przeprowadzenie wyborów. 16 maja 2005 roku została uchwalona nowa konstytucja, która została zatwierdzona w powszechnym referendum, które odbyło się 18 i 19 grudnia 2005. W wyniku licznych problemów i ciągłej niestabilności w większej części kraju wybory parlamentarne i prezydenckie zostały przesunięte z czerwca 2005 roku na lipiec 2006. W wyborach prezydenckich zwyciężył Joseph Kabila pokonując Jean-Pierre Bemba Gombo, nad bezpieczeństwem wyborów czuwało 17,6 tys. żołnierzy MONUC, którzy byli wspomagani przez 1400 żołnierzy Unii Europejskiej.

## Skutki w regionie
Do roku 2008 wojna i jej następstwa spowodowały śmierć 5,4 mln ludzi, głównie z powodów chorób i głodu; tym samym II wojna domowa w Kongu jest najkrwawszym konfliktem od zakończenia II wojny światowej. Miliony osób zostało wysiedlonych ze swoich domów lub starało się o azyl w sąsiednich krajach.
Podczas konfliktu w kongijskiej prowincji Kiwu (2004-2009), który był echem II wojny domowej w Kongu, pod koniec 2008 siły Rwandy wsparły bojówki Narodowego Kongresu na rzecz Obrony Ludu, dowodzone przez Laurenta Nkundę, który zbrojnie wystąpił przeciwko rządowi w Brazzaville. Rebelianci zostali rozbici i 23 marca 2009 podpisano porozumienie pokojowe.
20 stycznia 2009 rozpoczęła się rwandyjska ofensywa przeciwko bojówkom FLDR na terenie Demokratycznej Republiki Konga. FLDR to rwandyjskie bojówki złożone z członków plemienia Hutu, którzy dokonali ludobójstwa w 1994. Wszystko działo się za zgodą rządu w Kinszasie, który podkreślał, że te kolejne operacje to rozbrajanie ugrupowań rebelianckich w Kiwu. 25 lutego 2009 wojska rwandyjskie wyszły z terytorium Demokratycznej Republiki Konga. Główny cel ich misji – zniszczenie baz rebeliantów z plemienia Hutu – nie został jednak zrealizowany.
23 marca 2012 gen. Bosco Ntaganda podniósł bunt w Demokratycznej Republice Konga i uformował Ruch 23 Marca złożony z członków plemienia Tutsi i wspierany przez Rwandę i Ugandę rozpoczął kampanię wojenną przeciwko rządowi w Kinszasie. Ruch Ntagandy spowodował trwającą 20 miesięcy rebelię, rozbitą w listopadzie 2013 przez wojska kongijskie i brygadę interwencyjną ONZ.